# 瑪麗亞·安娜·法蘭西絲卡
瑪麗亞·安娜·法蘭西絲卡（葡萄牙語：Maria Ana Francisca，1736年10月7日—1813年5月16日），葡萄牙國王若澤一世的次女。
拿破崙戰爭期間，瑪麗亞·安娜·法蘭西絲卡與家人流亡至葡萄牙的殖民地巴西。她在里約熱內盧去世，享年76歲。